# Rezo
Rezo [ˈɹiːzo] (* 14. August 1992 in Wuppertal) ist ein deutscher Webvideoproduzent, Musiker, Unternehmer, Podcaster, Journalist, Kolumnist und Unterhaltungskünstler. Er erlangte durch politische Äußerungen die Aufmerksamkeit einer breiten Öffentlichkeit. Zusätzlich zu seiner YouTube-Präsenz und seinen unternehmerischen Tätigkeiten trat er im Unterhaltungsfernsehen auf und steuerte von 2019 bis 2020 auf Zeit Online eine eigene, zeitkritische Kolumne bei. Sein Video Die Zerstörung der CDU, in dem er kurz vor der Europawahl 2019 die Unionsparteien insbesondere für ihre Klimapolitik kritisierte, löste eine breite gesellschaftliche Debatte aus. Der Ausgang der Wahl und die Entscheidung vieler Jungwähler gegen die Unionsparteien wurde mit den Auswirkungen des Videos in Verbindung gebracht, wofür sich der Begriff „Rezo-Effekt“ einbürgerte.

## Persönliches
Rezo wuchs in einer Pastorenfamilie auf. Seine Eltern sind evangelische Pfarrer, ebenso seien es mehrere Verwandte. Während seiner Schulzeit sei er gemobbt worden und kurzzeitig in psychologischer Behandlung gewesen. Einen Ausweg habe ihm die Musik gegeben, wobei er das musikalische Talent vom Vater geerbt habe.
Rezo studierte Informatik an der Technischen Universität Dortmund und gab an, als Nebenfach Musik belegt zu haben. Ab 2015 wurde er durch das von mittelständischen Unternehmen gestiftete Dortmunder Modell Mittelstands-Stipendium gefördert. Er erlangte 2013 den Bachelor und 2016 den Master of Science mit Abschlussarbeiten im Bereich der Graphentheorie. b Seit Anfang 2018 wohnt er in Aachen.
Da Rezo nach eigenen Aussagen vegan lebe und auf Rauschmittel wie Nikotin und Cannabis verzichte, wurde er dem Straight Edge zugeordnet. Für den Veganismus setzt er sich auch öffentlich ein. Obwohl er sich selbst nicht als christlich bezeichnet, habe er christliche Werte „sehr verinnerlicht“. Seine Redegewandtheit habe er durch seine Erziehung mitbekommen, da es am heimischen Esstisch stets eine rege Diskussionskultur gegeben habe. Er stottere jedoch zuweilen, was ihm in Live-Situationen wie Podiumsdiskussionen unangenehm sei.
Rezo nennt seinen bürgerlichen Namen nicht in der Öffentlichkeit. a

## Werk

### Amateurkunst
Rezo gab an, seit seinem 14. Lebensjahr in Musikbands – beinahe ausschließlich im Metal-Genre – mitgewirkt zu haben. Er beherrsche das Gitarrenspiel und verfüge außerdem über Basiskenntnisse hinsichtlich weiterer Instrumente. Er habe mit 15 angefangen, Lieder mit der Software Cubase SX zu produzieren, und zwei Jahre später das für seinen Führerschein gedachte Geld in eine Studio-Ausrüstung investiert, um auch Live-Instrumente aufnehmen zu können. 2015 ging Rezo als Teil der Dortmunder Postcore- und Dubstep-Amateurband Forever Ends Today mit dem Programm Under the Influence im Vereinigten Königreich auf Tournee. Nach der Auflösung seiner letzten Gruppe plante Rezo nach eigenen Angaben, zusammen mit einem Bandkollegen erneut Musik zu machen. Der Plan sei aber aus zeitlichen Gründen nicht aufgegangen, weshalb er danach eine Solokarriere startete.

### YouTube-Kanäle
Am 17. September 2015 öffnete er auf dem Online-Videoportal YouTube den Kanal Rezo und begann darauf Musikvideos mit Coverversionen hochzuladen. Der Künstlername Rezo [ˈɹiːzo] besitze keine Bedeutung und sei von ihm für seine YouTube-Präsenz gewählt geworden, da er bei befreundeten Testpersonen gut angekommen sei. c Früher habe er sich regelmäßig in verschiedenen Farben die Haare gefärbt. Zum Zeitpunkt seiner ersten Internet-Erfolge seien sie zufällig blau gewesen, sodass ihm diese geblieben seien und zu einer Art Markenzeichen geworden sind. Noch während seines Studiums habe Rezo begonnen, nebenher in Vollzeit an Webvideos zu arbeiten. Das Ziel, nach dem Abschluss einem „normalen“ Beruf nachzugehen, gab er auf und konzentrierte sich vollends auf seinen YouTube-Kanal. Neben gecoverten Songs veröffentlichte Rezo dort auch Mashups, also Lieder aus gesampelten bzw. bearbeiteten Ausschnitten der Werke anderer Künstler. In weiteren Videos sang er Hasskommentare ein und traf andere YouTuber, um mit ihnen gemeinsam Musik zu machen.
Rezo konnte von der Unterstützung anderer Webvideoproduzenten wie Julien Bam und MrTrashpack profitieren. Einem größeren Internetpublikum wurde er 2016 durch eine kritische Rap-Parodie auf das Lied Everyday Saturday des YouTubers ApoRed bekannt. Am 3. Oktober 2018 erstellte er schließlich mit Rezo ja lol ey einen zweiten Kanal. Als Grund gab Rezo an, auf seinem Zweitkanal andere Arten von Videos hochladen zu können, die zu seinem Hauptkanal nicht passen würden. So sei es ihm möglich, spontan und ohne Zeitdruck neue Ideen auszuprobieren. Es folgten überwiegend Unterhaltungs- und Comedy-Videos mit anderen YouTubern, so etwa Internet-Challenges, in denen die Gäste in witzigen oder unangenehmen Wettbewerben gegeneinander antreten. Am 27. Juli 2019 erschien das vorerst letzte Video auf seinem ersten Kanal rezo (Stand: August 2024). Im Februar 2021 begann Rezo live auf Twitch zu streamen. Highlights der Livestreams werden auf seinem dritten Kanal Renzo hochgeladen.
Den kreativen Schaffensprozess für seinen Hauptkanal beschrieb Rezo 2017 in einem Interview. Die Erstellung eines Clips laufe je nach Art des Projekts unterschiedlich ab. Videos würden meist am Wochenende veröffentlicht und eine Woche in Produktion sein. Einer kurzen Planungsphase folge die Soundproduktion zu Hause und die Stimmaufnahme im Studio. Danach führe Rezo zu Hause die Nachbearbeitung durch, während er sich gleichzeitig um Drehorte und Requisiten kümmere. Das anschließende Filmen des Videos dauere etwa einen Tag, wonach er sich bis kurz vor dessen Veröffentlichung mit dem Schnitt beschäftige. Bei seinen Produktionen werde er von Mitarbeitern, wie seinem Produktionsleiter und Filmeditor TJ, unterstützt. Rezo teile sich bei Kooperationen mit anderen YouTubern oft mit ihnen die Arbeit, indem er zum Beispiel bei Julien Bam die Musik beisteuere.

### Podcast
Am 17. Juli 2021 wurde die erste Folge von Hobbylos auf der Plattform Spotify hochgeladen. Dabei handelt es sich um einen Spotify Exclusive Podcast, in dem Rezo und Julien Bam über ihr Leben und die Ereignisse in der Social-Media-Welt sprechen. Bereits 2022 war Hobbylos mit durchschnittlich 1,6 Millionen monatlichen Streams der drittbeliebteste Podcast auf Spotify in Deutschland. Mit über 500 Tausend Bewertungen ist er der Podcast mit den zweitmeisten Bewertungen auf Spotify weltweit.

### Unternehmertum

#### Influencer-Marketing
Rezos YouTube-Kanäle sind monetarisiert; es werden über Werbeschaltungen von Google AdSense Einnahmen erzielt. Zusätzliche Einkünfte generiert ein Onlineshop für Merchandise wie etwa T-Shirts. Rezo kooperiert regelmäßig als Werbepartner mit verschiedenen Unternehmen. Zu seinen Werbepartnern auf Youtube und Instagram zählen Unternehmen wie Adobe, Sky und Granini, aber auch Krankenkassen wie Techniker Krankenkasse oder Barmer Ersatzkasse, mit denen Rezo Aufklärungskampagnen über Mental-Health oder Umweltverschmutzung umgesetzt hat. Von Juli 2022 bis Ende 2023 machte er Werbung für Ernährungsprodukte von More Nutrition. Daneben bewirbt Rezo auf seinen Social-Media-Kanälen verschiedene Start-up-Unternehmen mit Fokus auf Nachhaltigkeit.
Rezo wird bezüglich Werbekooperationen von der in Köln ansässigen Agentur All In – Artist Management vertreten. Bis 2019 übernahm die ehemalige Kölner Influencer-Agentur Tube One, die damals zu Ströer gehörte, diese Aufgabe. In der Fachpresse wurde dies vereinzelt als eine Reaktion auf die drohende Übernahme Tube Ones durch das zur RTL Group und damit zum Bertelsmann-Konzern gehörende Unternehmen Divimove gewertet. Rezo selbst gab an, er sei seinem Manager gefolgt, der ebenfalls zu All In gewechselt habe, weil er mit dessen Arbeit zufrieden war.

#### Nindo
Im Juli 2020 gab Rezo den Start des Social-Media-Analysetools Nindo bekannt, das er mit Freunden entwickelt hat. Das Tool ist in der Basisversion kostenlos und dazu werbefrei. Es wurde von der Fachpresse vielseits gelobt und Features wurden als einzigartig bewertet. f Die Aufbereitung öffentlicher Social-Media-Daten wurde als „übersichtlich“ und „außergewöhnlich“ beschrieben und die Schätzungen nicht öffentlicher Social-Media-Daten von einem Format der Öffentlich-Rechtlichen als zutreffend bestätigt.
Im März 2023 wechselte Rezo zu Home of Talents von Leonine Studios, das Nindo zum Scouting nutzen will.

### Zusätzliche mediale Präsenz
Am 28. April 2018 trat Rezo in der Sendung Beginner gegen Gewinner des Fernsehsenders ProSieben auf. Zusammen mit anderen YouTubern spielte er im Rahmen des Red Nose Day für einen wohltätigen Zweck gegen das deutsche Damen-Nationalteam im Curling. Im Juni 2019, kurz nachdem er einer breiten Öffentlichkeit bekannt geworden war, war er zu Gast in Jan Böhmermanns Late-Night-Show Neo Magazin Royale. Einladungen zu weiteren bekannten Talksendungen der öffentlich-rechtlichen Fernsehsender habe er abgelehnt, nichtsdestotrotz war er am 23. Oktober 2019 zu Gast beim Medienmagazin Zapp im NDR Fernsehen. Am 20. September 2020 zeigte das ZDF Rezo im Gespräch mit Richard David Precht.
Vom 24. Oktober 2019 bis zum 23. Dezember 2020 veröffentlichte Zeit Online unter dem Titel Rezo stört vierzehntäglich eine von Rezo verfasste, zeitkritische Kolumne. Wie in seinen Online-Videos bediente er sich hierbei zum Teil Ausdrücken der Jugendsprache und kommentierte unter anderem politische Geschehnisse.

## Positionen

### Politisches und soziales Engagement
2017 war er eines der Gesichter der von Influencern unterstützten HIV-Präventionskampagne Do what you want des gemeinnützigen Vereins Jugend gegen AIDS. Seit 2019 setzt er sich öffentlich für die gemeinnützige Organisation Veganuary ein, die versucht Menschen zu ermutigen, sich im Januar rein pflanzlich zu ernähren. g Während der Coronapandemie machte Rezo mit einer Initiative auf das Tragen von Alltagsmaske aufmerksam und sprach Durchsagen für den Kölner Nahverkehr ein, in denen auf die Maskenpflicht hingewiesen wurde. Des Weiteren setzte er sich öffentlich für den Verein Corona-Künstlerhilfe ein. Auf Einladung des Bundespräsidenten nahm er 2020 an einer digitalen Abschlussfeier für Schüler teil, deren traditionelle Verabschiedung aufgrund der Pandemie ausgefallen war. Im März 2020 war Rezo eines der Gesichter der Initiative GermanZero, welche sich für ein klimaneutrales Deutschland einsetzt. Rezo war im November 2020 Teil des Charity-Livestreams Loot Für Die Welt, bei dem über 350.000 Euro für gemeinnützige Organisationen gesammelt wurden.
Rezo nahm in der Vergangenheit regelmäßig an Demonstrationen teil, wie etwa gegen die Urheberrechtsreform der Europäischen Union oder zu Fridays For Future und beteiligte sich an einigen politischen Podiumsdiskussionen. Außerdem sprach er als Gast in Hochschulen und verschiedenen Podcasts über politische oder gesellschaftliche Themen. d

### Politische Äußerungen
Am 18. Mai 2019 veröffentlichte Rezo im Vorfeld der Europawahl 2019 auf seinem Zweitkanal ein 55-minütiges Video mit dem Titel Die Zerstörung der CDU. Einige Monate vorher hatte er sich erstmals des Formats eines „Zerstörungsvideos“ bedient, indem er einen Kollegen auf YouTube fachlich kritisiert hatte. Rezo erklärte die Bedeutung des Begriffs Zerstörung in der YouTube-Subkultur damit, jemanden „argumentativ ziemlich plattgemacht“ zu haben. Er versuche mit dem Video nicht „aktiv […] jemanden zu zerstören“, sondern berichte über die „Fakten und Tatsachen“, die dafür sprechen würden, „dass die CDU sich selbst, ihren Ruf und ihr Wahlergebnis damit […] zerstört“. Mit CDU meine er eigentlich die Unionsparteien, also die Christlich Demokratische Union Deutschlands (CDU) und Christlich-Soziale Union in Bayern (CSU). In Die Zerstörung der CDU übte Rezo scharfe Kritik an der Politik deutscher Parteien; er adressierte damit vorwiegend die Union sowie in Erweiterung die Sozialdemokratische Partei Deutschlands (SPD) und die Alternative für Deutschland (AfD). Kritisiert wurde von ihm die Sozial- und Klimapolitik insbesondere der Unionsparteien: Der Kurs der Regierung habe die Vergrößerung der Schere zwischen Arm und Reich ignoriert, richte sich nicht nach dem wissenschaftlichen Konsens und zerstöre so die Zukunft des Planeten. Seine Aussagen im Video belegte er mit einem 13-seitigen Quellenverzeichnis.
Gegen Ende des Videos sprach Rezo eine klare Empfehlung bezüglich der Europawahl aus: „Wählt bitte nicht die SPD, wählt bitte nicht die CDU, wählt bitte nicht die CSU und schon gar nicht die AfD.“ Die Empfehlung, so erklärte er später, habe er klar auf die Klimapolitik der Parteien bezogen. Er ermutigte die Parteien Bündnis 90/Die Grünen und Die Linke zu einer noch intensiveren Umweltschutzpolitik. Die Zerstörung der CDU avancierte mit etwa 17 Millionen Klicks zu Rezos erfolgreichster Veröffentlichung. Eine Recherche zur Entstehung dieser großen Aufmerksamkeit nannte die vernetzte YouTuber-Szene und deren Follower die „erste Welle“ mit 2,5 Millionen Abrufen; diese sei später von der Frankfurter Allgemeinen Zeitung (FAZ), Spiegel Online und anderen Medien aufgegriffen worden, wobei die Klick- und Abonnentenzahlen für Rezo von der zu Ströer gehörenden Nachrichtenseite t-online.de in die Höhe getrieben worden seien. e Am 24. Mai 2019 lud er ein knapp dreiminütiges Folgevideo mit dem Titel Ein Statement von 70+ Youtubern hoch, in dem die bekanntesten Webvideoproduzenten Deutschlands, wie LeFloid, Dagi Bee und Julien Bam, seinen Aussagen im vorherigen Video beipflichteten. Später wuchs die Zahl seiner Unterstützer auf über 90 an. In Bezug darauf, dass Politiker YouTuber „diskreditieren“ würden und solche „respektlosen Techniken“ im gleichen Jahr bereits gegen sie, „gegen [ihre] eigene Bevölkerung“ eingesetzt hätten, beendete Rezo das Video mit den Worten: „Ihr habt euch damit keine Freunde gemacht.“
Er gab wenig später an, „kein Fan“ der Freien Demokratischen Partei (FDP) zu sein, doch sein Video Die Zerstörung der CDU sei bereits viel zu lang gewesen, um sie in den Fokus zu nehmen. Rezo vertrete einen „klaren politischen Standpunkt – vor allem gegen rechtere Parteien“. Er kritisierte die Regierungsparteien dafür, die junge Generation und deren Belange zugunsten der älteren Wählerschicht zu wenig zu priorisieren. Zur Entstehungsgeschichte von Die Zerstörung der CDU gab er an, er habe den „intrinsischen Drang“ verspürt, sich in Themen einzuarbeiten, Aufklärung zu betreiben und „einen Diskurs […] unabhängig vom politischen Background“ anzuregen. Dem Vorwurf des Handelns aus wirtschaftlichen Interessen begegnete Rezo damit, dass er in dem Video keine Werbung geschaltet und daher sogar ein Minusgeschäft damit gemacht habe. Er habe unter Hilfestellung von TJ und stellenweiser Konsultation des Journalisten Tilo Jung über Wochen hinweg „hunderte Stunden“ Arbeit in das Projekt investiert. Kurz nach dem Erscheinen von Die Zerstörung der CDU erwähnte Rezo, „[i]rgendwann bestimmt“ wieder politische Videos zu produzieren, da er dazu schon Ideen habe.
Im Juni 2019 kritisierte er eine mangelnde Distanz der Ernährungs- und Landwirtschaftsministerin Julia Klöckner zur Lebensmittelindustrie, als diese zusammen mit dem Deutschlandchef des Nestlé-Konzerns mit Lob für das Unternehmen in einem Video auftrat und sich dafür den Vorwurf der Schleichwerbung einhandelte. Kurz darauf zeigte er sich ungläubig gegenüber Kommentaren des Innenministers Horst Seehofer. Dessen Äußerungen über eine möglichst komplizierte Formulierung von Gesetzestexten zur Vermeidung von Widerständen aus der Bevölkerung hatten für Empörung gesorgt. Nach dem rechtsextremen Anschlag in Halle, den der Attentäter an Ego-Shooter angelehnt und im Internet live gestreamt hatte, kündigte Seehofer an, die Gamer-Szene stärker in den Blick nehmen zu müssen. Rezo schrieb daraufhin auf Twitter, Seehofer habe „seinen Job […] verkack[t]“, sei „krass inkompetent“ und nannte solche Leute in Machtpositionen „Doofies“. Als er mit der Kritik einer drastischen und doppeldeutigen Form von Sprache konfrontiert wurde, verteidigte Rezo sich damit, er habe „nicht aktiv darüber nachgedacht“, wie er den Tweet formulieren sollte, und in einer „ganz normale[n Standards]prache“ gesprochen, die von „unter Dreißigjährige[n]“, von „vielen Millionen Menschen in diesem Land“ so benutzt werde.
Bezüglich des ethischen Aspekts seiner Zusammenarbeit mit einem amerikanischen Konzern wie Google war Rezo der Meinung, die Einflussmöglichkeit von Großkonzernen auf die Kultur sei eine „grundsätzlich kritische Frage“ – diese betreffe jedoch automatisch auch große deutsche Unternehmen, nur würden diese von vielen nicht betrachtet werden. Einen deutschen oder europäischen Gegenentwurf zu YouTube, der mehrere Online-Portale in einer sogenannten „Super-Mediathek“ zusammenfassen könnte, begrüßte Rezo generell. Bei einem solchen Projekt stünden aber die infrastrukturelle Realisierung und die Gewinnerzielungsabsicht potentiell beteiligter Unternehmen einer erfolgreichen Umsetzung im Weg.
Rezo setzte sich für eine CO2-Kennzeichnung von Lebensmitteln ein. Er sprach sich für die Vermeidung von Plastikmüll, die Seenotrettung von Flüchtlingen und ein Wahlrecht ab dem 16. Lebensjahr aus. Seit dem 22. April 2020 ist das fast zwanzigminütige Video Wie Politiker momentan auf Schüler scheißen … von Rezo auf YouTube abrufbar, welches die Fragen der Notwendigkeit von Abiturprüfungen und eines geordneten Schulbetriebs während der COVID-19-Pandemie in Deutschland behandelt. Am Ende seines Vortrags erklärt Rezo, für die Lehrkräfte, Eltern und Schüler selbst keinen Lösungsvorschlag zu haben. Er empfahl jedoch, die jeweiligen Parteien der im Video eingeblendeten Kultusminister der Länder bei der nächsten Landtagswahl nicht mehr zu wählen.

### Journalismuskritik
Rezo äußerte sich mehrfach in Videos, seiner Kolumne oder Podiumsdiskussionen medienkritisch, teilweise aufgrund eigener schlechter Erfahrungen mit den klassischen Medien. Im August 2019 veröffentlichte Rezo einen medienkritischen Essay im Spiegel, in dem er vorhergegangene Verbreitung falscher Aussagen über ihn seitens der dpa und des DJV aufbereitete und sich für einen höheren Anspruch an Recherchearbeit im Journalismus aussprach. Darin schrieb er, man habe „kein bisschen Journalismus betrieben“, wenn man eine Meldung der dpa direkt übernehme. Rezo forderte eine bessere Aufarbeitung journalistischer Fehler und einen kritischeren Umgang mit derartigem „Fehlverhalten“ im Journalismus ein. Als positive Beispiele für eine selbstkritische Presse nannte er Übermedien und Bildblog. Sowohl DJV als auch dpa hatten schließlich Fehler in ihren Berichterstattungen eingeräumt.
Im April 2020 kritisierte er in seiner Kolumne auf Zeit Online teilweise fehlleitende Überschriften und Fehler bei der Berichterstattung im Kontext der Corona-Pandemie als „so richtig ungeil“. In einer weiteren Kolumne forderte er, dass in Fällen, in denen „Machtmissbrauch, Falschbehauptungen oder Verstößen gegen Opfer- oder Datenschutz“ von Journalisten ausgehen, andere Pressevertreter Stellung beziehen müssen, um unnötigen Vertrauensverlust der etablierten Presse zu verhindern.
Am 31. Mai 2020 veröffentlichte Rezo ein einstündiges Video mit dem Titel Die Zerstörung der Presse, in dem er auf das sinkende Vertrauen der Bevölkerung gegenüber der deutschen Presse eingeht. Demnach sei Vertrauen in die etablierte Presse ein essenzieller Bestandteil einer funktionierenden Demokratie, aber würde teilweise durch reißerische Überschriften, zu geringem Anspruch an Opferschutz oder Falschbehauptungen reduziert. Rezo sieht Lösungen in einem höheren Anspruch an Recherche, Belege und Kritikbereitschaft innerhalb der Presseszene. Zu seinen Thesen im Video verwies er insgesamt auf 275 Belege und eine Auswertung hunderter Zeitungsartikel.
Als Reaktion auf das Video Die Zerstörung der Presse beschrieb der Medienwissenschaftler Professor Bernhard Pörksen dieses als „eine in Kritik verpackte Liebeserklärung an den seriösen Journalismus“, der Spiegel bewertete „seine Recherchen sind tadellos“ und das Medienmagazin Walulis gab an, durch Rezos Video nun Quellenangaben in ihren Berichten anzugeben. Die von Rezo im Video besonders stark kritisierte FAZ und Welt wiesen die Vorwürfe größtenteils zurück und antworteten in mehreren schriftlichen Stellungnahmen, einem halbstündigen Video und eigenen Auswertungen ihrer Arbeit. h Die Bewertung der Welt ergab eine geringere als die von Rezo berechnete Fehlerquote, sodass nur etwa 10 % aller betrachteten Artikel „eindeutig fehlerhaft“ seien. Die Frankfurter Allgemeine Zeitung unterstellte sogar „bewusste Lügen“, Manipulation und sah im Video einen „Feldzug“ gegen sich.

### Kritik an der „Querdenken“-Bewegung
Am 22. November 2020 veröffentlichte Rezo ein rund 18-minütiges Video mit dem Titel Wenn Idioten deine Freiheit und Gesundheit gefährden…, in dem er die „Querdenker-Bewegung“ und den seiner Ansicht nach „zu laschen Umgang“ staatlicher Stellen damit kritisierte. Behörden und Polizei würden „die Verstöße bei den Demonstrationen herunterspielen und vergleichsweise defensiv agieren, obwohl es gewalttätige Übergriffe gegeben“ habe, „auch auf Journalisten“. Rezo bemängelte eine „Sonderbehandlung“ von Rechten und Verschwörungstheoretikern, worin er den Grund dafür sah, „dass die Corona-Proteste seit ihren Anfängen immer provokanter und auch gewalttätiger geworden“ seien. Während es bei der linken Szene „keine rechtsfreien Räume geben dürfe“, würden bei der Querdenken-Bewegung und ihren rechtsextremen Mitmarschierern „beide Augen zugedrückt“.
Maskenverweigerer und Rechte hatten in Chatgruppen dazu aufgerufen, das Video bei YouTube zu melden, da es in ihren Augen gegen die Community-Regeln verstoße. Kurz nach seinem Erscheinen beschränkte das Portal den Zugang zu dem Video auf Personen über 18 Jahren. YouTube begründete das Vorgehen mit gezeigten Gewaltszenen. Erst einige Stunden später und nach der Verpixelung einiger Bilder war das Video wieder frei zugänglich, und verzeichnete bis Ende November 1,3 Millionen Abrufe.

### Kritik am Handeln der Bundesregierung in der COVID-19-Pandemie
Am 5. April 2021 veröffentlichte Rezo auf seinem YouTube-Kanal „Renzo“ einen 13-minütigen Ausschnitt aus einem seiner Twitch-Livestreams mit dem Titel REZO zerstört Corona-Politik. Als Aufhänger für den spontanen Rant im Twitch-Stream diente die Pflege-Doku auf ProSieben, welche auf die aktuellen Missstände in der Pflege bedingt durch die Pandemie hinwies. Im Weiteren widmete sich Rezo dann in seinem sogenannten Rant der Untätigkeit der Bundesregierung im Umgang mit der COVID-19-Pandemie, sowie dem Ignorieren wissenschaftlicher Ratschläge und der Korruption einiger Unionspolitiker im Maskenskandal. Da es sich bei dem Video um einen Ausschnitt aus einem seiner Livestreams handelte, kritisierten manche Medienschaffende auf Twitter Rezos zwanglose Wortwahl. Die Mehrheit der Presse fokussierte sich in Medienberichten auf den Inhalt des Rants und nahm Rezos Video zum Anlass, erneut Diskurse zum Umgang mit der Pandemie in der Politik zu öffnen. Auch mehrere Wissenschaftler nahmen das Video zum Anlass, die von Rezo angesprochene Problematik, dass die Regierung wissenschaftliche Ratschläge ignoriere, zu thematisieren.
In den ersten fünf Tagen nach der Veröffentlichung des Videos verzeichnete dieses bereits über 1,1 Millionen Aufrufe.

### Kritik an funk
Rezo kritisierte am 6. Juli 2022 die Recherche des funk-Kanals Offen un‘ ehrlich für ein am 30. Juni 2022 veröffentlichtes Video über die Werbepartner von ihm und Julien Bam, was von beiden Webvideo-Produzenten als Challenge für funk formuliert worden war. Rezo monierte, dass vor Beginn der Recherche sowie durch eine Anfrage an Rezo das Fazit des Videos bereits festgestanden haben soll und nicht ergebnisoffen recherchiert worden sei. Außerdem seien bestimmte Werbepartner Rezos ausgewählt worden, um gezielte Assoziationen zu wecken. Rezo warf Offen un' ehrlich außerdem fehlende Transparenz vor, weil ihm nicht das Material der von Offen un' ehrlich geführten Interviews vor Veröffentlichung des Videos ausgehändigt worden sei. Offen un' ehrlich nahm am 20. Juli 2022 in einem YouTube-Video Stellung zu den Vorwürfen und räumte viele Fehler ein, wofür man um Entschuldigung bat, widerlegte jedoch einige Kritikpunkte. Im Dezember 2023 kritisierte er die journalistische Arbeit des Funk-Formats STRG F und warf ihm vor, bewusst Unwahrheiten verbreitet zu haben. STRG F rechtfertigte sich im gleichen Monat in einem Antwortvideo. Am 14. Januar 2024 räumte die Redaktion Fehler im Umgang mit Rezo ein und entschuldigte sich; man habe sich „verrannt“ und sei „bestürzt darüber, was in den letzten Wochen passiert“ sei.

## Öffentliche Wahrnehmung

### Publikum
Nach Rezos Angaben von 2019 seien die „meisten [seiner Abonnenten] Erwachsene zwischen 20 und 30“. Etwa 30 % seien „18- bis 24-Jährige“, der Anteil an weiblichen und männlichen Zuschauern sei normalerweise „ziemlich genau 50:50“. Die Statistiken von YouTube Analytics würden zeigen, dass die Zuschauerschaft von Die Zerstörung der CDU beinahe zur Hälfte aus 18- bis 24-Jährigen bestehe; 11 Prozent seien minderjährig und der Rest über 24 Jahre alt, wobei die Zuschauer jedoch insgesamt älter als üblich gewesen seien und der Anteil an männlichen Zuschauern mit ca. 65 % überwogen habe. Rezos Hauptkanal rezo, auf den er seit Ende Juli 2019 keine neuen Videos mehr hochgeladen hat, zählt 1,75 Millionen und sein ebenfalls inaktiver Zweitkanal Rezo ja lol ey 1,61 Millionen Abonnements. Seit 2021 bespielt er den Kanal Renzo, der über 1,18 Millionen Abonnements zählt. Später kam noch der Kanal Schlumpf mit über 445 Tausend Abonnenten hinzu. Bei Recherchen zu Zensurbestrebungen im Influencer-Marketing des Magazins Vice vom Februar 2020 gehörte er zu einer Minderheit der untersuchten Kanalinhaber, die kein einziges von 28 Testwörtern wie „Clickbait“, „Fake“, „geklaut“ oder „Schleichwerbung“ zu unterbinden versuchte. Er schränkte sein Publikum in der Benutzung dieser kritischen Begriffe bei ihrem Feedback in YouTube-Zuschauerkommentaren nicht ein.

### Reaktionen bis zur Veröffentlichung vonDie Zerstörung der CDU
Vor Mai 2019 erfuhr Rezo nur vereinzelt und themenbezogen in der Print- und Fachpresse Beachtung. In einem Zeitungsbericht Mitte 2017 anlässlich einer Ausstellung von Influencer-Porträtkunst nannte Robert Cherkowski von der Kölnischen Rundschau Rezo einen „Spaßrapper“, der sich wie auch andere „hochfrequentierte Internetstars“ nur „schwer erklären lass[e]“. Peter Glaser berichtete im November 2018 auf t-online.de über Rezos 1-Million-Abonnenten-Special, bei dem der Entertainer zusammen mit 100 anderen YouTubern Lieder einsang. Im Rahmen der Debatte um die EU-Urheberrechtsreform 2019 griff Stefan Herwig von der FAZ den YouTuber an: trotz „neutrale[r] Einlassungen“ würden dem Zuschauer auf Kanälen wie dem von Rezo nur Videos gezeigt, die Artikel 13 der Novelle kritisch betrachteten. Thomas Kaspar von der Frankfurter Rundschau hingegen lobte Rezos Einsatz: Er sei das „Gesicht einer Generation“ und habe mit seinen Videos zur Urheberrechtsreform trotz ihres politischen Inhalts viele junge Menschen erreicht. Durch die Veröffentlichung von Die Zerstörung der CDU erfuhr Rezo dann ein breites Echo aus Politik, Wissenschaft und Medien.

### Reaktionen aufDie Zerstörung der CDU

#### Reaktionen von politischer Seite
Einige Tage nach Erscheinen des Videos warf CDU-Generalsekretär Paul Ziemiak Rezo eine Verbreitung von „Falschbehauptungen“ vor, da dieser nicht differenziere und keine andere Meinung zulasse. Mit Hinblick auf die angegebenen Quellen sprach er von einer „Vermischung von ganz vielen Pseudofakten“. In rechtspopulistischen Medien wurde das unbelegte Gerücht verbreitet, Rezo sei von Bündnis 90/Die Grünen mit einer bezahlten politischen Kampagne beauftragt worden. Obwohl Ströer und Tube One mehrere Presseanfragen zu ihrer Geschäftsbeziehung mit Rezo unbeantwortet ließen, wies Rezo selbst entschieden zurück, in der Initiative oder Idee des Videos von Unternehmen, Institutionen oder Parteien beeinflusst worden zu sein. Ein späteres Gesprächsangebot vonseiten Ziemiak kam wegen Unstimmigkeiten mit Rezo auch aufgrund der Verbreitung der vorgenannten Gerüchte durch CDU-Abgeordnete nicht zustande. Der CDU-Politiker Philipp Amthor bereitete auf den Wunsch seiner Partei ein Antwortvideo vor, das jedoch nie gezeigt wurde. Stattdessen veröffentlichte die CDU eine elfseitige PDF-Datei als offenen Brief an Rezo, die gleichzeitig als Faktencheck seiner Aussagen in Die Zerstörung der CDU dienen sollte.

#### Reaktionen und Untersuchungen aus der Wissenschaft
Der Ingenieurwissenschaftler Volker Quaschning prüfte den Klimateil des Faktenchecks der CDU und fand dabei „keine belastbaren Aussagen“, die Rezos Aussagen im Video „substanziell widerlegen“ würden. Der Klimaforscher Stefan Rahmstorf attestierte Rezo, er habe „die entscheidenden Fakten zur Klimakrise sehr gut verstanden“ und „sie klar und eindringlich in seinem Video kommuniziert“. Christian Thomsen, Initiator des Zentrums für Klimaforschung der aus Freier, Technischer und Humboldt-Universität sowie Charité bestehenden Berlin University Alliance, schrieb: „Rezo [kann …] sauberer zitieren als so manche Bundesminister oder Landespolitiker.“ Er habe mit einem wissenschaftlichen Thema im Gegensatz zu den traditionellen Medien ein breites Publikum erreicht. Thomsen und der Wirtschaftswissenschaftler Uwe Schneidewind lobten Rezo für eine gelungene Wissenschaftskommunikation. Die Kommunikationswissenschaftlerin Barbara Pfetsch betrachtete Rezos Sprachgebrauch entscheidend für seinen Erfolg. Seine Sprache sei „klar und anschaulich“, als werde sie „in die Sprache der Zielgruppe übersetzt“, was „über Altersgrenzen und Bildungsgrenzen hinweg“ funktioniere.
Der Erziehungswissenschaftler und Medienpädagoge Valentin Dander befand in seiner Analyse, dass Rezo sich des Formats einer Hochschulvorlesung bedient habe, wenn es auch Unterschiede in Bereichen wie zum Beispiel der verwendeten Sprache und des Publikums gebe. Er griff damit die Untersuchung des Medienforschers Christoph Engemann auf, der in Rezos Beitrag „ein Indiz für das Aufkommen einer neuen Mündlichkeit“ erkannte, die „eine Ablösung von einer dominanten Schriftkultur“ markiere.
Die Medienwissenschaftlerin Maren Schuster und der Theaterwissenschaftler Matthias Völkel sprachen von der medialen Antwort auf Rezo als „ein vermeintlich umfassendes, konzertantes und vergleichsweise langes Medienecho außerhalb der [s]ozialen Medien“. Ihnen zufolge dominierten „in einigen der ersten Reaktionen wertende Haltungen, die sich auf Alter und Profession des Autors sowie den Kanal der Veröffentlichung beziehen, die Richtigkeit des Gesagten anzweifeln und den Beitrag unter Propaganda- und Meinungsmacheverdacht stellen“. Relevant sei Rezos Beitrag „nicht zuletzt, weil [er] den Weg aus dem Kontinuum der [s]ozialen Medien hin zu einer Anschlusskommunikation in den nicht genuinen Netzmedien gefunden und eine öffentliche Debatte angestoßen“ habe.

#### Reaktionen in den Medien
Rezo erschien auf einem Cover von Lothar Gorris für den Spiegel, das den Titel Rezoluzzer trug – ein Kofferwort aus „Rezo“ und „Revoluzzer“. In Anlehnung an die 68er-Bewegung nannte Gorris die neue klimabewusste Protestgeneration, die 2019 an Einfluss gewonnen hatte, die „19er“ bzw. die „neue APO“ (Außerparlamentarische Opposition) und rechnete Rezo dieser Bewegung zu. Die zugehörige Titelgeschichte von Alexander Kühn und elf weiteren Journalisten befand Rezo wegen seines Lebensstils und seiner politischen Überzeugungen als den „perfekte[n] Vertreter seiner Generation“. Er „[leide] an sich und der Welt“ und gebe es auch zu. Der Blogger Sascha Lobo war auf Spiegel Online der Meinung, dass Rezo „in der digitalöffentlichen Selbstzerstörung des Konservatismus die Rolle des blauhaarigen Tsunamis übernommen ha[be] und sie glänzend fortführ[e]“. Noch am Wahlabend des 26. Mai 2019 sprachen Business Insider und ZDF mit Blick auf die Altersverteilung bei den Ergebnissen der Europawahl von einem „Rezo-Effekt“: die Union hatte herbe Verluste bei Jungwählern einfahren müssen, während die Grünen in der Gunst dieser Wählerschicht stiegen. Der Ausgang der Wahl wurde mit Rezos Empfehlungen in Verbindung gebracht. Andreas Briese, Leiter des YouTube-Partnership-Werbeprogramms für Mitteleuropa bei Google, fand, dass Rezo die Wahrnehmung einer breiten Öffentlichkeit auf YouTube verändert habe; man habe erst durch ihn das erste Mal registriert, dass auf dem Videoportal politische und gesellschaftliche Debatten angestoßen würden.

### Kontroverse um das FormatKiss, Marry, Kill
Im November 2019 veröffentlichte Rezo ein Video des Formates „Kiss, Marry, Kill“, welches teilweise für Kritik sorgte. Das Videoformat genießt seit Jahren im Webvideobereich sowie im privaten und öffentlich-rechtlichen Fernsehen große Beliebtheit. In diesem Rahmen habe es laut des Chefredakteurs von ZEIT Online bisher niemanden interessiert. Rezo spielte dieses Format bereits mit der YouTuberin Julia Beautx im April und nochmals mit den YouTubern Taddl und Julien Bam im November 2019. Zehn Tage später kritisierte eine Twitter-Nutzerin primär die Äußerungen von Rezos Gästen, Taddl und Julien Bam, als sexistisch und gewaltverherrlichend. Rezo bot ihr daraufhin ein Gespräch an, welches sie ablehnte. Rezo zog sich ebenfalls aus der Unterhaltung zurück, nachdem ein anderer Kritiker sein Gesprächsangebot annahm, ihn darin aber unmittelbar als „Nazi“ bezeichnete.
Im Nachgang wurde diese Auseinandersetzung in Medien als ein „Aufreger unter einer Gruppe von ein paar Twitter Usern“ bis hin zu einem „Shitstorm“ bewertet. Öffentliche Statistiken zu dem Video zeigen allerdings keine Auffälligkeiten, die auf einen Shitstorm hinweisen. Rezo kritisierte das Narrativ eines Shitstorms als beleglos und wies darauf hin, dass die Zahlen eine überdurchschnittliche Beliebtheit des Videos zeigen. Laut ihm seien solche „Shitstorm-Artikel“ „gut geklickt, schnell rausgepumpt und benötigen keine journalistischen Skills“. Er kritisiert in den Artikeln ebenfalls Fehler wie die fälschliche Behauptung, das Video sei kurz nach dem internationalen Tag gegen Gewalt gegen Frauen veröffentlicht worden.
Dieser Vorfall wurde in den Medien verschieden kommentiert. Teilweise wurde dabei „Kiss, Marry, Kill“ als gewaltverherrlichend, frauen- oder männerfeindlich bezeichnet. Andreas Tobler vom Tages-Anzeiger fragte, wie es sein kann, dass sich in diesem Spiel öffentlich Gewaltfantasien hingegeben wird. Sascha Lehnartz meinte in der Welt am Sonntag, „nur Leute mit Sinn für postmodern verkorkste Online-Ironie“ würden so ein Video verstehen. Medienkritiker Robin Blase bezeichnete den Sachverhalt als inszenierten Social-Media-Krieg, „der wieder völlig am Thema vorbeigeht“.

### Reaktionen aufDie Zerstörung der Presse
Im Juni 2020 bewerteten Journalisten die in Rezos Video Die Zerstörung der Presse dargestellten Thesen und Vorwürfe größtenteils als richtig und wichtig, wenn auch nicht neu. i Kritisiert wurde jedoch, dass Rezo eine scharfe Grenze zwischen seriösen und unseriösen Medien ziehe, obwohl die Übergänge fließend seien. Die FAZ reagierte mit einer schriftlichen Stellungnahme und warf ihm in ihrem Antwortvideo Die Verhöhnung der Presse unter anderem vor, Unwahrheiten zu verbreiten und journalistische Standards nicht einzuhalten. Die Berliner Zeitung prüfte Rezos Vorwürfe an ihrer Berichterstattung und bemängelte, dass er nur einen kleinen Teil berücksichtigt habe (18 von 90 Printartikel, zusätzlich waren noch weitere Online-Artikel erschienen). Dadurch sei die „Falschbehauptungs-Quote“ von 55 Prozent falsch. Die von Rezo bemängelten Fehler in sechs Artikeln wies die Zeitung zum Teil zurück. Die Welt überprüfte ebenfalls Rezos Vorwürfe und kritisierte mehrere seiner Einschätzungen sowie bemängelte seine statistische Methode.

## Auszeichnungen
- 2016: PlayAward in der Kategorie Bester Newcomer des Jahres[163]
- 2017: Webvideopreis in der Kategorie Music, mit Marti Fischer für das Format So singt man wie …[164]
- 2019: Special Award beim Goldene Kamera Digital Award für das Video Die Zerstörung der CDU[165]
- 2019: Preis für Popkultur in der Kategorie Schönste Geschichte für das Video Die Zerstörung der CDU[166]
- 2019: Umweltmedienpreis in der Kategorie Online für das Video Die Zerstörung der CDU[167]
- 2020: Nannen Preis in der Kategorie Web-Projekt für das Video Die Zerstörung der CDU[168]
- 2020: Grimme Online Award in der Kategorie Spezial für das Video Die Zerstörung der CDU[169]
- 2022: Deutscher Podcastpreis in der Kategorie Publikumspreis Comedy als Podcast Hobbylos[170]
- 2023: Deutscher Podcastpreis in der Kategorie Publikumspreis Comedy als Podcast Hobbylos[171]
- 2024: 9:16 Award in der Kategorie Unbequem, aber ehrlich[172]

## Belege

### Beleggruppen
a Beleggruppe a
b Beleggruppe b
c Beleggruppe c
d Beleggruppe d
e Beleggruppe e
f Beleggruppe f
g Beleggruppe g
h Beleggruppe h
i Beleggruppe i